# Culiseta minnesotae
Espèce
Culiseta minnesotae est une espèce de moustiques de la famille des Culicidae.